# Lèmming de collar àrtic
El lèmming de collar àrtic (Dicrostonyx groenlandicus) és una espècie de rosegador de la família dels cricètids. Viu al Canadà (Territoris del Nord-oest, Nunavut i Yukon), Groenlàndia i els Estats Units (Alaska). El seu hàbitat natural és la tundra, on ocupa les zones altes, seques i rocoses durant l'estiu i prats situats a altituds més baixes a l'hivern. És una espècie en risc mínim, és a dir, no sembla que hi hagi cap amenaça significativa per a la seva supervivència. El seu nom específic, groenlandicus, significa ‘groenlandès’ en llatí.